# Conops flavifrons
Conops flavifrons är en tvåvingeart som beskrevs av Johann Wilhelm Meigen 1824. Conops flavifrons ingår i släktet Conops och familjen stekelflugor. Inga underarter finns listade i Catalogue of Life.